# (2228) Soyouz-Apollo
(2228) Soyouz-Apollo (désignation internationale (2228) Soyuz-Apollo) est un astéroïde baptisé en l'honneur de la première mission conjointe américano-soviétique, qui eut lieu en juillet 1975.